# Caspar CLE 11
Caspar CLE 11 var ett mindre tyskt passagerarflygplan.
Flygplanet premiärvisades på internationella luftfartsutställningen i Göteborg 1923 (ILUG 1923) tillsammans med det större flygplanet Caspar CLE 12.    
Flygplanet var ett högvingat monoplan mer vingen anstuten mot flygplanskroppens ovansida. Bakom vingen fanns en öppen förarkabin för piloten. Under vingen fanns ett glasat kabinutrymme för två passagerare. Landstället var utformat av en tvärgående axel monterad dikt mot flygplanskroppens undersida, med två stora hjul som till halva sin diameter täckete sidan av flygplanskroppen. Bakkroppen avlastades med en sporrfjäder monterad under fenan. Som divkälla användes en Sh 5 sjycylindrig stjärnmotor som drev en tvåbladig propeller. 
Flygplanet var anmält till deltagande i tävlingarna för sport och trafikflygplan vid ILUG 1928. Flygplanet deltog även tillsammans med Caspar CLE 12 i den statiska utställningen.